# Stazione di Canale d'Isonzo
La stazione di Canale d'Isonzo (in sloveno Kanal) è una fermata ferroviaria posta sulla linea Jesenice-Trieste (Transalpina). Serve il centro abitato di Canale d'Isonzo.

## Storia
La fermata venne attivata nel 1906 come parte della linea Jesenice-Trieste con il nome di Canale d'Isonzo.
Dopo la prima guerra mondiale, con l'annessione della Venezia Giulia al Regno d'Italia, la linea passò sotto l'amministrazione delle Ferrovie dello Stato.
Dopo la seconda guerra mondiale il territorio venne annesso alla Jugoslavia che ribattezzarono la fermata come Kanal.
Dal 1991 appartiene alla rete slovena (Slovenske železnice).